# Непер Тауншип (округ Бедфорд, Пенсільванія)
Непер Тауншип (англ. Napier Township) — селище (англ. township) в США, в окрузі Бедфорд штату Пенсільванія. Населення — 2031 особа (2020).

## Демографія
Згідно з переписом 2010 року, у селищі мешкало 2198 осіб у 885 домогосподарствах у складі 670 родин. Було 1100 помешкань
Расовий склад населення:
| - 99,0 % — білих - 0,2 % — азіатів - 0,1 % — корінних американців - 0,1 % — чорних або афроамериканців |

До двох чи більше рас належало 0,1 %. Частка іспаномовних становила 1,7 % від усіх жителів.
За віковим діапазоном населення розподілялося таким чином: 18,8 % — особи молодші 18 років, 62,2 % — особи у віці 18—64 років, 19,0 % — особи у віці 65 років та старші. Медіана віку мешканця становила 46,8 року. На 100 осіб жіночої статі у селищі припадало 109,1 чоловіків;  на 100 жінок у віці від 18 років та старших — 102,7 чоловіків також старших 18 років.
Середній дохід на одне домашнє господарство  становив 57 085 доларів США (медіана — 42 757), а середній дохід на одну сім'ю — 64 794 долари (медіана — 53 125). Медіана доходів становила 41 607 доларів для чоловіків та 30 991 долар для жінок. За межею бідності перебувало 15,9 % осіб, у тому числі 24,3 % дітей у віці до 18 років та 16,2 % осіб у віці 65 років та старших.
Цивільне працевлаштоване населення становило 957 осіб. Основні галузі зайнятості: освіта, охорона здоров'я та соціальна допомога — 26,8 %, виробництво — 15,9 %, роздрібна торгівля — 10,2 %, будівництво — 8,6 %.